# Бакхиады
Бакхиады — аристократический род дорийского происхождения, возводили своё происхождение к Гераклу. Правили Коринфом с середины VIII века до н. э. до 657/656 года до н. э., когда были свергнуты Кипселом.

## Происхождение
В 779 году до н. э. царь Коринфа Телест был убит родственниками. После этого Коринфом начали править не цари, а пританы. В 747 году до н. э. (традиционная дата) в результате переворота род Бакхидов монополизировал власть.
Род Бакхидов насчитывал более 200 человек. По словам Геродота, они правили городом совместно. Вступали в брак лишь с представителями своего рода. Все Бакхиады вели своё происхождение от семи сыновей легендарного правителя Бакхиса/Бакхида — одного из потомков Геракла, правившего Коринфом в 958—923 годы до н. э. По мнению ряда исследователей, кланом управляли потомки царя Телеста. Но авторы подчёркивают, что среди других Бакхиадов эти потомки не имели преимуществ.

## Управление Коринфом
Исследователи предполагают (проводя аналогию с другими древнегреческими городами), что в Коринфе существовал совет Бакхиадов, руководивший городом и округой.
Авторы по-разному передают титул главы Коринфа и его значение:
- притан — так как правил один год.
- «basileuvw», то есть царь — так как Диодор и Николай Дамасский используют этот термин, желая подчеркнуть широту границ власти правителя в течение этого года.
- тиран (иногда именуют).

Также Бакхиады выбирали полемарха. Он руководил военными силами государства. Кроме того, коринфский полемарх был наделён некоторыми полицейскими и фискальными полномочиями.
При Бакхиадах Коринф делился на филы: три дорийские филы (предполагают, что они назывались Гиллеи, Памфилы и Диманы) и недорийская фила Аореев.
При Бакхиадах начали развиваться ремесла (производство керамики), они покровительствовали торговле по морю и через Истм. При них началось создание коринфских колоний.

## Экспансия и падение
При них же начался конфликт с колонистами Керкиры. В 664 году до н. э. произошла первая морская битва между коринфянами и их керкирскими колонистами.
Также при Бакхиадах Коринфу вновь удалось расширить свою власть над Мегарой. По мнению Берве, утрата Мегары и неудачи с Керкирой обострили социальные отношения в Коринфе. Недовольные, объединившись вокруг Кипсела, свергли в 657 году Бакхтиадов.
После переворота Кипсела большинство Бакхиадов вынуждены были уйти из Коринфа в изгнание. Их владения были конфискованы. Часть из них поселилась в Керкире, другие отправилась в Спарту, Македонию, Кавнос. А Бакхиад Демарат, согласно легенде, обосновался в Этрурии, где вступил в брак с аристократкой из Тарквиниев. Один из его сыновей, Тарквиний Приск, стал пятым царём Рима.